# تشارلي ريس (لاعب كرة قدم)
تشارلي ريس (بالإنجليزية: Charlie Reece)‏ هو لاعب كرة قدم بريطاني في مركز الوسط، ولد في 10 يوليو 1989 في برمنغهام في المملكة المتحدة. لعب مع أستون فيلا ونادي بريستول روفيرز ونادي تاموورث ونادي غلوستر سيتي ونادي ووستر سيتي.

## وصلات خارجية
- تشارلي ريس على موقع قاعدة بيانات كرة القدم.إي يو (الإنجليزية)
- تشارلي ريس على موقع Soccerbase.com (لاعب) (الإنجليزية)
- تشارلي ريس على موقع Soccerway.com (الإنجليزية)